# Sion Mills
Sion Mills is een plaats in het Noord-Ierse County Tyrone.
Sion Mills telt 2073 inwoners. Van de bevolking is 37,8% protestant en 61,6% katholiek.